# Rabanal de Fenar
Rabanal de Fenar es una localidad española, perteneciente al municipio de La Robla, en la provincia de León y la comarca de la Montaña Central, en la Comunidad Autónoma de Castilla y León. 
Situado sobre el Arroyo del Valle Lomberas, afluente del río Bernesga.
Los terrenos de Rabanal de Fenar limitan con los de Llombera al norte, Orzonaga y Candanedo de Fenar al noreste, Pardavé al este, Pedrún de Torío, Matueca de Torío y Fontanos de Torío al sureste, Riosequino de Torío al sur, Cascantes de Alba y Brugos de Fenar al suroeste, La Robla al oeste, y Alcedo de Alba, Puente de Alba, Peredilla y Huergas de Gordón al noroeste.
Perteneció al antiguo Concejo de Fenar.